# Rosa Guraieb
Rosa Guraieb Kuri  (Matías Romero, México, 20 de mayo de 1931-2 de marzo de 2014) fue una pianista, educadora musical y compositora mexicana de origen libanés. 

## Biografía y formación
Inició sus estudios de piano en su ciudad natal a los 4 años de edad, ya que sus padres, amantes de la música clásica, le despertaron el amor por ese arte. Con 7 años se trasladó con su familia a la Ciudad de México donde continuó sus estudios de piano y solfeo con la maestra Carmen Macías Morales en el Instituto Nacional de Bellas Artes (INBA), hecho que le otorgó, a sus 17 años, el certificado “C” para maestro de Grado “I” de piano. Un año más tarde continuó sus estudios en el Conservatorio Nacional de Música de Beirut (Líbano) con Michel Cheskinoff donde le dio continuidad al piano emintegró conocimientos de teoría e historia musical.
En 1950 regresó a Ciudad de México donde se inscribió en el Conservatorio Nacional de Música con el fin de estudiar composición, es aquí donde recibió clases de armonía del maestro y compositor José Pablo Moncayo y clases de piano con el maestro Salvador Ordóñez Ochoa, quien será una influencia significativa en su formación musical.
En la década de los 50 tomó clases de armonía y piano en la Universidad Yale y finalmente en Bayreuth (Alemania).
Dejó sus estudios en el Conservatorio Nacional para participar en un curso impartido por el Mtro. Simmonds en 1954 donde también tomó clases particulares de composición y análisis con el profesor Jorge Pérez Herrera. Años más tarde apareció un nuevo mentor a su vida, el Mtro. Carlos Chávez, quien la alienta a seguir componiendo y la invita al Taller de Composición en el Conservatorio Nacional de Música.
Entre los años 1972-1977 reanudó sus estudios en el Conservatorio Nacional, con clase de composición y piano con el Mtro. Gerhart Muench y de armonía con el Mtro. Alfonso Elías al igual que sigue asistiendo a talleres de músicos de gran renombre como el de los maestros Mario Lavista y Daniel Catan y en 1985 tomó cursos de composición con el maestro Húngaro Istvan Lang y el maestro Rodolfo Halffter.

## Trayectoria
En los años 50 su popularidad empezó a ascender trayendo consigo nuevas oportunidades: a sus 20 años de edad se presentó como solista de la Orquesta sinfónica Nacional bajo la dirección de Luis Herrera de la Fuente, al igual que fue invitada en diversos eventos culturales, destacando el evento realizado por el Instituto Politécnico Nacional donde presentó varias de sus composiciones. De igual forma participó en programas de radio y televisión (1951-1956).
A partir de 1982 pasó a formar parte de la Liga de Compositores de Música de Concierto de México, A.C., (espacio donde le han editado obras), y también a la Liga Internacional de Mujeres en la música Frau und Musik Internationaler Arbeitskreis e.v. de Hannover, Alemania así como a la Sociedad Mexicana de Música Nueva.
Entre 1991 a 2002, Guraieb compuso e interpretó sus obras de manera internacional. Y con el paso del tiempo sus piezas han sido interpretadas en Caracas, Buenos Aires, Madrid, Italia, Hong Kong, Nueva York, Portugal, entre otros, por ella misma y por intérpretes de talla internacional como Mauricio Nader, Duane Cochran, etc.
Tuvo numerosas presentaciones en recintos de gran importancia donde presentó diversas piezas de diferentes compositores al igual que sus propias composiciones, como el Palacio de Bellas Artes, la Sala Chopin, el Instituto Politécnico Nacional, el Centro Libanés, el Castillo de Chapultepec, el Foro Cultural de Coyoacán, el auditorio de UPICSA y en el Centro Cultural José Martí.
Participó en varios festivales presentando sus obras, como en el II, V, VIII,X y XIV Foro Internacional de Música Nueva, en el VII, VIII y IX Festival Hispano Mexicano en la Ciudad de México, en el XVIII, XIX y XX Festival Cervantino y en Madrid, España, en el Congreso Internacional de Mujeres en la Música.

## Premios y homenajes
Se hizo acreedora de importantes premios y reconocimientos, entre los que figura la Medalla Miguel Zacarías (1996-Instituto Cultural Mexicano Libanés) otorgada por su mérito artístico. Ganó el primer premio por su obra “Pieza Cíclica” (2002- World Music Dyas- Hong Kong). Ganó el premio de Sociedad de Autores y Compositores de México (S.A.C.M.): medalla de plata y placa haciendo referencia al importante legado del acervo musical dedicado a México, con su obra Puerto de arribo (2007). Le otorgaron el Premio Biblos (2012).
Recibió varios homenajes, destacando el realizado por el Séptimo Encuentro Internacional de Mujeres en el Arte, donde se le reconocieron sus 50 años de actividad musical (2003). Se le rindió un homenaje en la Iglesia de Santo Domingo, precedido por el Sr. Alfredo Harp Helú (2004, Oaxaca). Le dedicaron un recital por sus 80 años de vida en el Museo Nacional de Arte (MNA) (2011, Ciudad de México) el concierto estuvo a cargo del Cuarteto de Bellas Artes. En este último evento la compositora otorgó una entrevista a los medios donde expresó su total agradecimiento mencionando su dedicación a componer música para el pueblo mexicano, así como manifestó que cedía algunas de sus piezas sin estrenar para que fuesen interpretadas

«Soy oaxaqueña, desde niña escuchaba la música de esas grandes bandas y decía: qué lindo es eso, por lo que traigo en la sangre y en el corazón esa pasión por componer, que ha sido y será para todo el pueblo de México […] Tengo piezas para orquesta que no se ha tocado nada y se están haciendo viejas las partituras, y la verdad no se han estrenado en ningún lado, entonces se las quiero dar al maestro Carlos Miguel Prieto para que puedan tocarse.»
SDP Noticias

Guraieb falleció el 2 de marzo de 2014 en la Ciudad de México, a los 82 años de edad el cual se dio a conocer por el centro de Música Mexicana de Concierto de la Sociedad de Autores y Compositores de México (S.A.C.M.).

## Repertorio y discografía
Tomóp como inspiración musical la palabra escrita, ya que compuso varias canciones basadas en textos de Octavio Paz y de Manuel Gutiérrez Nájera como es el caso de su canción Tus ojos donde toma la letra del poema de Octavio Paz. Además de escribir canciones, realizó obras para piano solo, violín y piano, flauta y piano, flauta sola, cuartetos, tríos y orquesta.
En diciembre de 2012 lanzó a su primer disco titulado Evocaciones que tiene como contenido varias piezas antes mencionadas: 10 canciones de su obra, cuarteto de cuerdas, una pieza para piano, Murallas (intérprete: Mauricio Náder y Horacio Franco). Este disco se lo dedicó a su padre.

### Algunas de sus composiciones:[5][9]
| Piezas                 | Instrumentos        | Mencionadas y premiadas                                                           |
| ---------------------- | ------------------- | --------------------------------------------------------------------------------- |
| Pieza cíclica          | Piano               | 2002, World's Music Days-Hong Kong                                                |
| Cante                  | Piano               |                                                                                   |
| Scriabiniana           | Piano               |                                                                                   |
| Puerto de arribo       | Piano               | Medalla de plata y placa, Sociedad de Autores y Compositores de México (S.A.C.M.) |
| Murallas               | Piano               | International Encyclopedia of Women's Composers                                   |
| El castillo de la luna | Piano               |                                                                                   |
| Madre                  | Voz y piano         |                                                                                   |
| Para entonces          | Voz y piano         |                                                                                   |
| Reflejos               | Flauta              |                                                                                   |
| Me vas a dejar         | Voz y piano         |                                                                                   |
| Lejos                  | Voz y piano         |                                                                                   |
| Otoño                  | Piano               |                                                                                   |
| Palomita               | Voz y piano         |                                                                                   |
| Reencuentros           | Trío                |                                                                                   |
| Canto a la paz         | Trío                |                                                                                   |
| Sonata                 | Violín y piano      |                                                                                   |
| Espacios               | Orquesta            |                                                                                   |
| Preludio               | Orquesta            |                                                                                   |
| Cuarteto Núm. 1        | Cuarteto de cuerdas |                                                                                   |

| Discografía | Año  | Intérpretes                     |
| ----------- | ---- | ------------------------------- |
| Evocaciones | 2012 | Mauricio Náder y Horacio Franco |